# Grenada
Grenada a közép-amerikai Kis-Antillákhoz tartozó Szél felőli szigetek csoportjában található – két nagy és több kisebb szigetből álló – ország, amelyet Kolumbusz Kristóf fedezett fel 1498-ban. A kétharmad Budapest területű volt brit gyarmat 1974-ben nyerte el függetlenségét.

## Földrajz

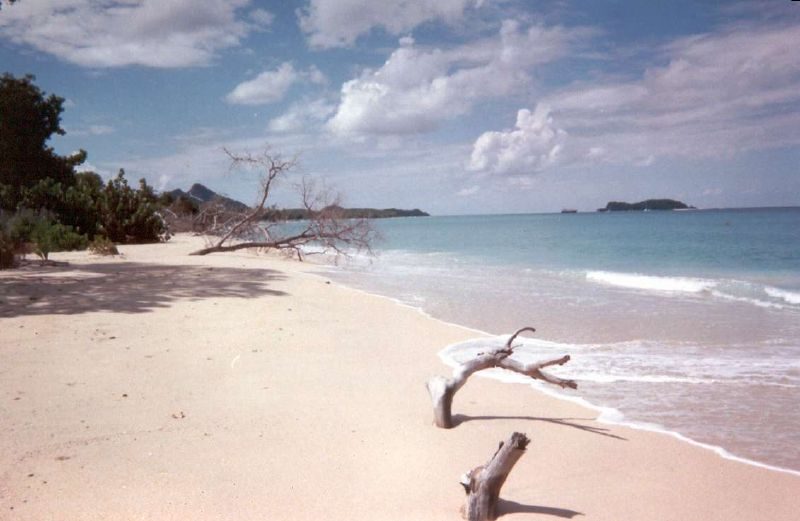
A Grenadához tartozó Carriacou szigetének egy tengerpartja Hillsborough-nál

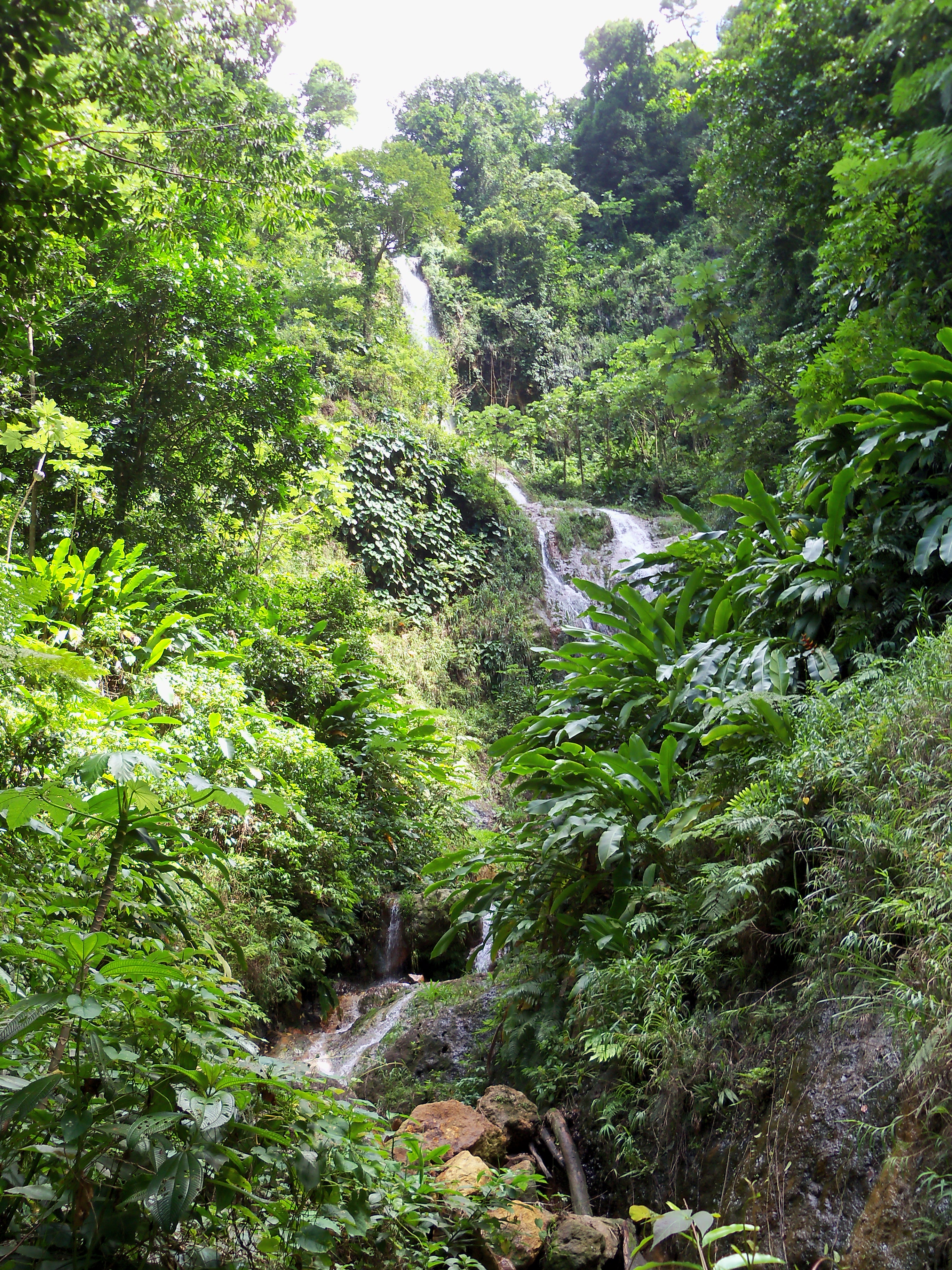
Tufton-vízesés

Grenada szigete az Kis-Antillák-szigetcsoport legdélebbi szigete, és Venezuelától, valamint Trinidadtól körülbelül 140–150 km-re északra fekszik. A politikailag hozzá tartozó testvérszigetei alkotják a Grenadine-szigetek déli részét, ideértve a Carriacout, a Petite Martinique-ot , a Ronde-szigetet, a Caille-szigetet, a Diamond (Gyémánt) -szigetet , a Nagy-szigetet , a Saline-szigetet és a Frigate szigetet. Az északra fekvő szigetek St. Vincenthez és a Grenadine-szigetekhez tartoznak.

### Domborzat
A szigetek vulkanikus eredetűek, ezért felszínük hegyvidék. Grenada szigetének legmagasabb hegye a Mount St. Catherine, 840 méter magasra emelkedik a tenger szintje fölé.

### Vízrajz
Grenada szigetén több patak festői vízeséseken át ömlik a tengerbe. Legfőbb folyó: Great.

### Éghajlat
Az éghajlat trópusi. Két évszak különböztethető meg: az esős évszak forró, párás, a száraz évszakban a passzátszél hűsíti a levegőt.
Grenada a hurrikánzóna déli peremén fekszik, emiatt aránylag ritka a hurrikán.

### Élővilág, természetvédelem
A szigetek eredeti növénytakarója trópusi esőerdő volt. Ebben nem csak az emberi tevékenység tett nagy kárt, hanem a vulkáni kitörések is. A természetvédelmi területeken kívül nem sok maradt az ősi erdőkből.

#### Nemzeti parkjai
- Grand Etang-tó és Nemzeti Park (Grand Etang Lake and National Park) – krátertó esőerdőben.
- Levera Nemzeti Park (Levera National Park) – mangrove mocsár.
- La Sagesse Természetvédelmi Központ (La Sagesse Natural Centre) – madárrezervátum egy patak torkolatában.
- Antoine-tó Védett Táj (Lake Antoine National Landmark) – ez a tó is madárpihenő.

#### Természeti világörökségei
Grenadának nincs olyan tája, amely felkerült volna az UNESCO által vezetett, az emberiség közös örökségét képező tájak listájára.

## Történelme
Az eredetileg karib indiánok lakta Grenada szigetét Kolumbusz Kristóf fedezte fel 1498 őszén, harmadik útja során. A szigetet 1762-ben az angolok foglalták el, majd ezután kétszer cserélt gazdát. 1958 és 1962 között a Nyugat-indiai Föderáció tagja volt, 1967-ben Nagy-Britannia társult állama lett. A teljes függetlenséget 1974. február 7-én kiáltották ki a Brit Nemzetközösség tagjaként.

### Gyarmati kor 1498–1958
Grenada feljegyzett történelme 1498-ban kezdődik, amikor Kolumbusz először látta meg a szigetet. Akkoriban a szigeten karibok éltek. A spanyolok nem létesítettek itt állandó telepet. Később az angolok első letelepedési kísérlete is kudarcba fulladt, de 1650 körül a franciák legyőzték a karibokat, és meghódították Grenadát. A hódítás népirtással ért fel, ám nem tudták Grenadáról teljesen kiirtani a karibokat. Az újonnan szervezett francia gyarmat neve Le Grenade lett. Ez gazdag cukorexportáló gyarmattá vált. Richelieu bíboros rendeletére alapították fővárosát, Fort Royalt 1650-ben; a francia hadihajók ennek kikötőjébe húzódtak a hurrikánok elől, a többi karibi francia gyarmatnak nem volt hasonlóan jó természetes kikötője. Fort Royal mai neve St. George's. Az 1763-as párizsi béke után került a gyarmat brit birtokba. Egy évszázaddal később, 1877-ben lett koronagyarmat.

### Függetlenség és forradalom 1958–1984
A sziget a rövid életű Nyugat-indiai Szövetség tartománya volt 1958-tól 1962-ig. 1967-ben Grenada az Egyesült Királyság társult állama lett, ami azt jelentette, hogy Grenada maga intézte belügyeit, az Egyesült Királyság felelőssége maradt a védelem és a külügyek. A függetlenséget 1974-ben nyerte el Grenada Sir Eric Matthew Gairy miniszterelnöksége alatt.
Ellentét alakult ki Eric Gairy kormánya és az ellenzéki pártok egy csoportja között. Az utóbbiakhoz tartozott az Új Ékkő Mozgalom (NJM) is. Az 1976-os választáson Gairy pártja győzött, de az ellenzék nem ismerte el az eredményt. 1979-ben az Új Ékkő Mozgalom Maurice Bishop vezetésével sikeres fegyveres forradalmat indított a kormány ellen. Maurice Bishop felfüggesztette az alkotmányt és felállította a Népi Forradalmi Kormányt. Az NJM kivételével valamennyi pártot betiltották. Nem tartottak semmiféle szavazást a változások legitimálására.
Később vita tört ki Bishop és az NJM magas rangú vezetői között. Párttagok egy csoportja azt követelte, hogy Bishop vagy mondjon le, vagy legalább ossza meg hatalmát. A vita következtében 1983-ban Bishopot leváltották, és házi őrizetbe helyezték. Ennek nyomán a sziget különböző részein utcai tüntetések kezdődtek. Röviddel később Bishopot hét miniszterével együtt katonák kivégezték.
Bishop kivégzése után a Népi Forradalmi Hadsereg alakított kormányt Hudson Austin tábornok elnökletével. A hadsereg négynapos általános kijárási tilalmat hirdetett.
Ronald Reagan amerikai elnököt már régóta aggasztotta a mérsékelt grenadai kormány megbuktatása és a kommunistának tartott népi erők hatalomátvétele. A szigeten – kubaiak irányításával – építés alatt álló repülőteret, amely nehéz katonai szállítógépek landolását is lehetővé tette, a szovjet–kubai katonai behatolás előkészítéseként fogta fel. Hat nappal Bishop kivégzése után az szigetet megszállták az Amerikai Egyesült Államok és a csatlós „Kelet-Karibi Véderő” (Eastern Caribbean Defence Force) fegyveres erői. Az Egyesült Államok állítása szerint az inváziót Eugenia Charlesnak, a Dominikai Közösség miniszterelnök-asszonyának kívánságára indították. Az Egyesült Államok mellett a Dominikai Közösség és öt másik karibi ország fegyveres erői is részt vettek a grenadai hadműveletben. Később Sir Paul Scoon grenadai főkormányzó állította, hogy ő kérte az inváziót, de az Egyesült Államok, valamint Trinidad és Tobago kormányai állították, hogy velük nem konzultált. A megszállás után visszaállították a forradalom előtti alkotmányt.
A forradalmi kormány és hadsereg 18 tagját börtönözték be az invázió után Maurice Bishopnak és hét társának megölése miatt. Ők álltak Grenada élén a gyilkosság idején, parancsnokként felelősnek mondták ki őket. Közülük tizennégy személyt halálra ítéltek, hármat sokévi börtönre, egy személyt pedig nem találtak bűnösnek.

### 21. századi történelem
2000–2002-ben ismét fellángolt a vita az 1970-es évek végén és az 1980-as évek elején történtek körül, amikor megkezdte tevékenységét az igazság és megbékélés bizottsága. A bizottságot egy római katolikus pap, Mark Haynes vezette, feladata a forradalmi kormány és a Bishop-rendszer idején, valamint korábban elkövetett jogtalanságok feltárása volt. Országszerte meghallgatásokat tartottak.
2004-ben, 59 évi hurrikánmentes időszak után, szeptember 7-én rátört a szigetre az Iván hurrikán. Ez 4. fokozatú hurrikán volt, a lakóházak 90%-át károsította vagy romba döntötte. A következő évben, 2005. július 14-én az Emily 1. fokozatú hurrikán okozott a sziget északi részén 110 millió dolláros kárt. Ez azonban elmarad az Iván által okozott kártól. Grenada gyorsan újjáépült hazai munkával és nagymérvű külső finanszírozással. 2005 decemberében a szállodai szobák 96%-a vendégfogadásra alkalmas állapotban volt, felújított felszereléssel, a szigorított építési előírásoknak megfelelve. A mezőgazdaság, különösen a szerecsendió-termelés is súlyos károkat szenvedett, de a felhalmozott készletek segítségével ki tudták várni az új szerecsendiófák termőre fordulását, így az ágazat a nyugati világ fő ellátója maradt.
2007 áprilisában Grenada több más karibi szigetországgal együtt a Krikett Világkupa házigazdája volt. Az Iván hurrikán után a kínai kormány 40 millió dolláros hiteléből új nemzeti stadion épült, az építkezésen segélyként 300 kínai munkás dolgozott. A megnyitó ünnepségen a tajvani himnuszt játszották, ami feszültséget okozott a két ország viszonyában.

## Államszervezete

### Alkotmány, államforma
Államforma: alkotmányos monarchia

### Közigazgatási beosztás
Az országot parókiákra (egyházkerület) osztották fel.
| Parókia       | terület (km²) | Lakosság | Népsűrűség (fő/km²) |
| ------------- | ------------- | -------- | ------------------- |
| Carriacou     | 34            | 6 063    | 178                 |
| Saint Andrew  | 99            | 24 661   | 249                 |
| Saint David   | 44            | 11 476   | 261                 |
| Saint George  | 65            | 35 559   | 547                 |
| Saint John    | 35            | 8 557    | 244                 |
| Saint Mark    | 25            | 3 955    | 158                 |
| Saint Patrick | 42            | 10 624   | 253                 |
| Összesen      | 344           | 100 895  | 293                 |

Forrás: Central Statistical Office of Grenada

### Politikai pártok

#### Miniszterelnökök
| Név                         | hivatali ideje                         |
| --------------------------- | -------------------------------------- |
| Sir Eric Gairy              | 1974. február 7. – 1979. március 13.   |
| Maurice Bishop              | 1979. március 13. – 1983. október 19.  |
| Nicolas Braithwaite         | 1983. december 19. – 1984. december 4. |
| Herbert Blaize              | 1984. december 5. – 1989. december 19. |
| Ben Joseph Jones            | 1989. december 20. – 1990. március 16. |
| Nicolas Braithwaite         | 1990. március 16. – 1995. június 20.   |
| Dr. Keith Claudius Mitchell | 1995. június 20. – 2008. július 9.     |
| Tillman Thomas              | 2008. július 9. – 2013. február 19.    |
| Dr. Keith Claudius Mitchell | 2013. február 19. – 2022. június 24.   |
| Dickon Mitchell             | 2022. június 24. óta                   |

### Védelmi rendszer
Grenadának nincs állandó katonasága, a tipikus katonai feladatokat a Grenadai Királyi Rendőri Erő illetve a Grenadai Parti Őrség látja el. 2019-ben Grenada aláírta az Atomfegyver-tilalmi egyezményt.

## Népesség

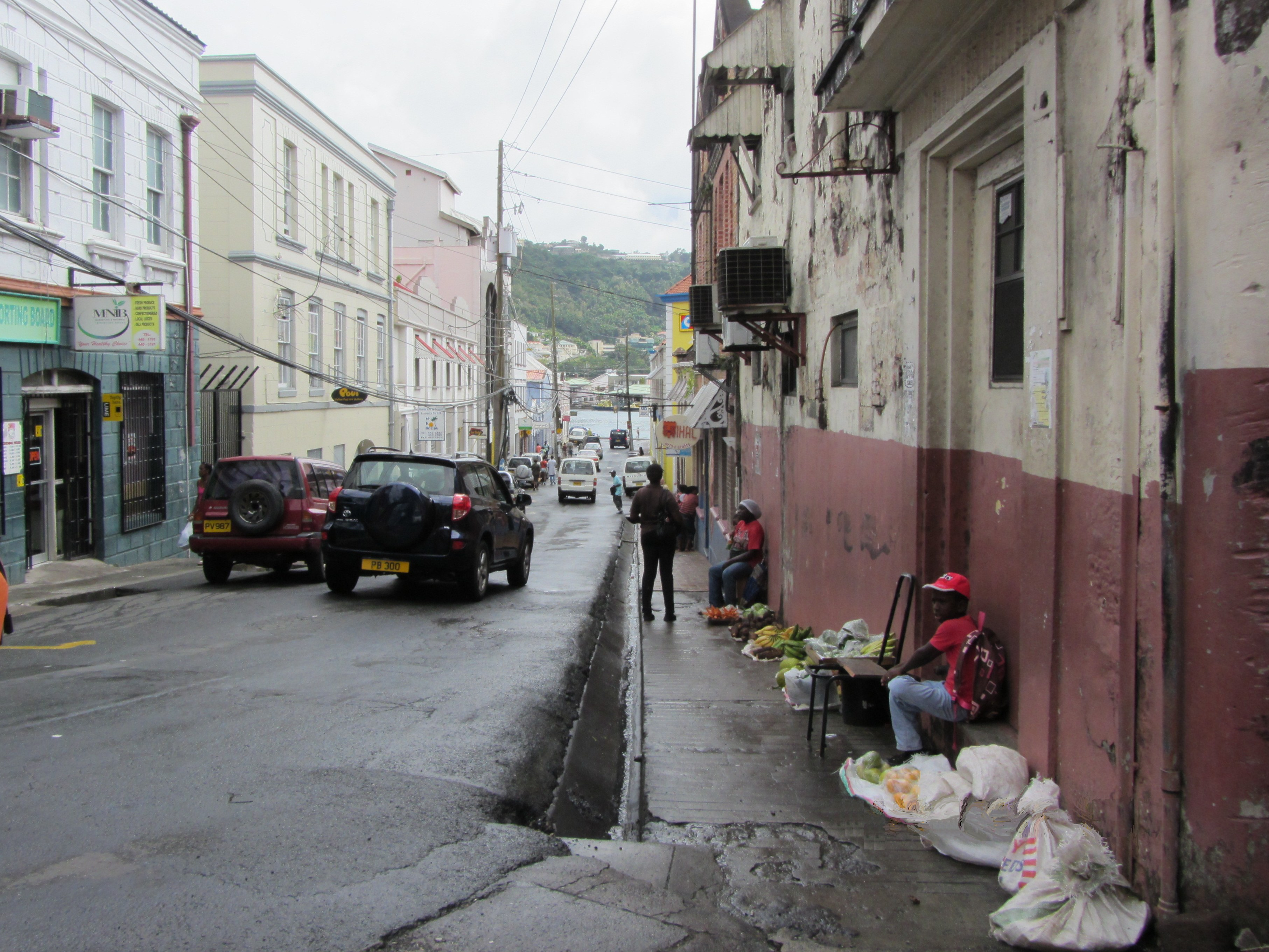
Saint George's egy utcaképe, Young Street

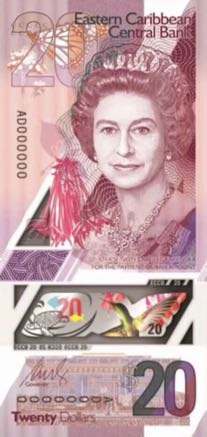
Kelet-karibi dollár a fiatal II. Erzsébettel (2019)

### Népességének változása
| Lakosok száma | 89 861 | 94 878 | 93 937 | 89 070 | 98 440 | 96 455 | 101 125 | 102 369 | 104 296 | 114 299 |
|               | 1960   | 1966   | 1972   | 1978   | 1984   | 1991   | 1997    | 2003    | 2009    | 2023    |

### Legnépesebb települések

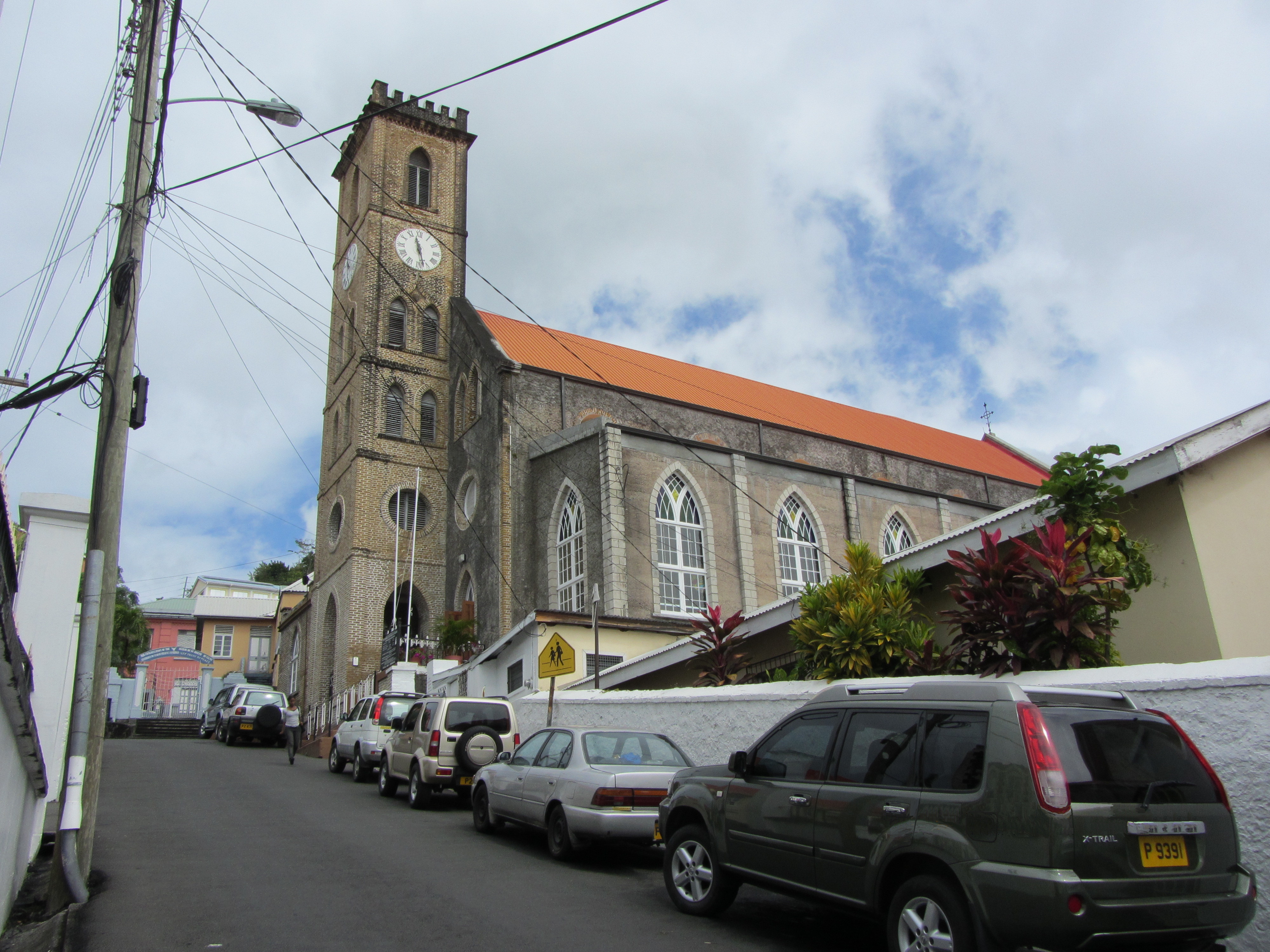
A Szeplőtelen fogantatás katedrális, Saint George's

| Grenada települései |                |                      |                 |               |
| Rangsor             | Név            | Lakosság             | Lakosság        | Parókia       |
| Rangsor             | Név            | 1991-es népszámlálás | 2005-ös becslés | Parókia       |
| 1.                  | Saint George’s | 4520                 | 4330            | Saint George  |
| 2.                  | Gouyave        | 3070                 | 3378            | Saint John    |
| 3.                  | Grenville      | 2250                 | 2476            | Saint Andrew  |
| 4.                  | Victoria       | 2050                 | 2256            | Saint Patrick |
| 5.                  | Saint Davids   | 1200                 | 1321            | Saint Davids  |
| 6.                  | Sauteurs       | 1200                 | 1320            | Saint Mark    |
| 7.                  | Hillsborough   | 700                  | 770             | Carriacou     |
| 8.                  | Belmont        | n.a.                 | 287             | Saint George  |
| 9.                  | Grand Roy      | n.a.                 | 286             | Saint John    |
| 10.                 | Calivigny      | n.a.                 | 217             | Saint George  |
| 11.                 | Tivoli         | n.a.                 | 172             | Saint Andrew  |
| 12.                 | Marquis        | n.a.                 | 109             | Saint Andrew  |

### Etnikai megoszlás
Etnikai megoszlás: 79% fekete, 2% európai, 18% mulatt, 1% indián. 2011-re az afrikai feketék aránya 82%-ra nőtt. Mindannyian az afrikai rabszolgák utódai. Mulattok (afrikai-európai keverékek) aránya mindössze 13%. Ezenkívül elenyésző számú ázsiai bevándorló, európai (a gyarmatosítók leszármazottai) és indián őslakos él a szigeten.
Az ázsiaiak indiai származásúak, arányuk 3%. Az európaiak britek 1%-nyian vannak.
Zambók, azaz indián-néger keverékek aránya kb. 2%. Az indiánok többsége karib, a Karib-szigetek névadói, de élnek még az eredeti őslakosok, az aravak indiánok utódai is. Az indiánok együttes aránya mindössze 1,5%.

### Nyelvi megoszlás
A hivatalos nyelv az angol, de a két fő beszélt nyelv az angol és francia alapú kreol nyelvek.

### Vallási megoszlás
A lakosság zöme, kb. 64%-a katolikus, 22%-a anglikán, a maradék egyéb protestáns: 6%-a adventista, 5%-a pünkösdista 2%-a metodista.

## Gazdasága

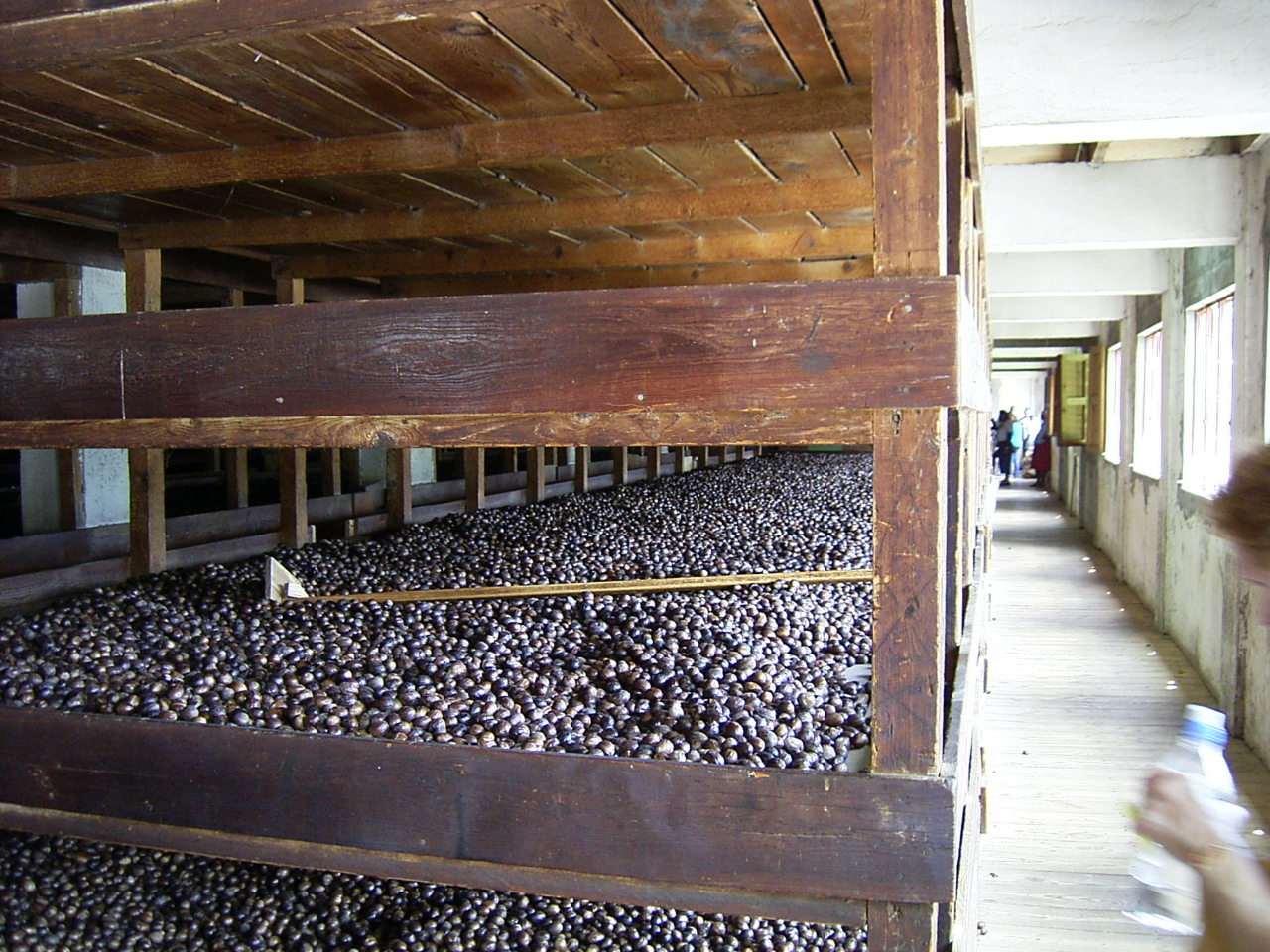
Szerecsendió szárítása egy üzemben

### Általános adatok
A szigetállam gazdasága a 2010-es években elsősorban a turizmusra és a St. George's magánegyetem bevételére támaszkodik.

### Gazdasági ágazatok

#### Mezőgazdaság
Grenada mezőgazdasága jelentősen hozzájárul a szigetország gazdasági és szociális fejlődéséhez, főleg a vidéki területeken, ahol a lakosság nagyobb része a mezőgazdasági szektorban dolgozik.
A sziget egyik védjegye a szerecsendió, amely még a nemzeti zászlón is szerepel. Grenadát sokan csak "Fűszerszigetként" emlegetik, ugyanis a szerecsendión kívül nagy mennyiségben termesztenek fahéjat, kurkumát, szegfűszeget illetve gyömbért.
Gyümölcsök és zöldségek terén az édesburgonya, a jamsz, a kukorica, a káposzta, a banán és a mangó mind egyike a legnagyobb mennyiségben termesztett alapvető élelmiszereknek (habár a banán-szektor termelése az 1990-es évektől visszaesett a külföldi piacok elérhetetlensége miatt).
A mezőgazdasági szektor legnagyobb ellenségei közé tartoznak a különböző természeti katasztrófák, illetve a trópusi betegségek.
- Legfőbb exporttermékek a mezőgazdasági ágazatban: kókuszdió, szerecsendió, fahéj, banán, mangó, avokádó

#### Ipar, szolgáltatások
Főbb ágazatok: élelmiszer- és textilipar, összeszerelési munkák, turizmus, építőipar, oktatás, call-center.

#### Külkereskedelem
- Exporttermékek: szerecsendió, banán, kakaó, mogyoró, gyümölcs, zöldség, ruha
- Importtermékek: élelmiszer, közszügségleti cikkek, műszaki felszerelések és alkatrészek, vegyipari termékek, ipari termékek, üzemanyag

Főbb kereskedelmi partnerek 2019-ben:
- Export:  Egyesült Államok 40%, Saint Vincent és a Grenadine-szigetek 7%, Saint Lucia 7%, Franciaország 6%, Hollandia 5%, Németország 5%, Írország 5%, Antigua és Barbuda 5%
- Import:  Egyesült Államok 35%,  Kanada 24%, Kína 5%

## Közlekedés
Közúti
- Közutak hossza: 1127 km (2017) [13]

Légi
- Repülőterek száma: 3

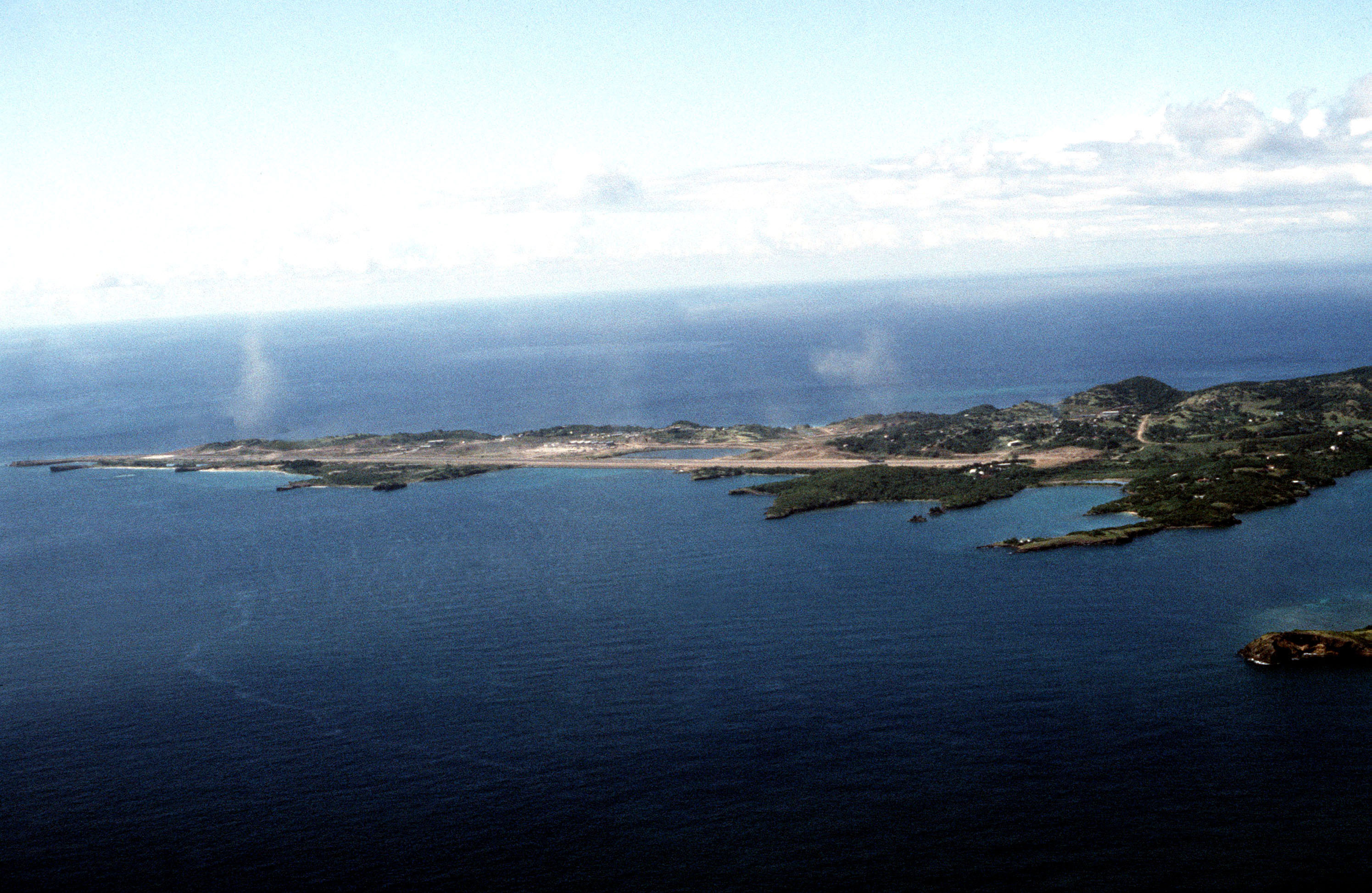
Maurice Bishop Nemzetközi Repülőtér kifutópályája

A Maurice Bishop nemzetközi repülőtér az ország fő repülőtere, amely összeköti az országot más karibi szigetekkel, az Egyesült Államokkal, Kanadával és Európával. Van egy repülőtér Carriacoun is.
Vízi
- A kikötők közül a legfontosabb Saint George’s kikötője.[13]

## Telekommunikáció
| Hívójel prefix | J3 |
| ITU zóna       | 11 |
| CQ zóna        | 8  |

## Kultúra

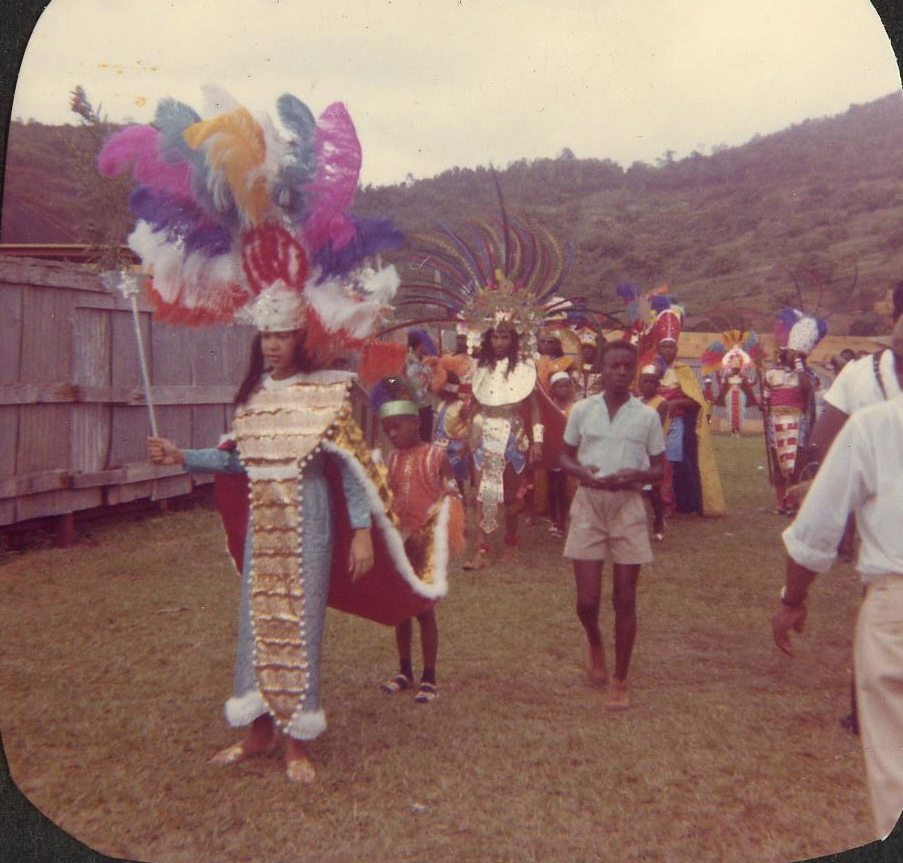
Karneváli jelmezben (1965)

### Gasztronómia
Grenada nemzeti étele az ún. oil down, amelynek alapanyagai a kenyérfagyümölcs, kókusztej, kurkuma, táró, sózott hal- és marhahús, illetve füstölt hering. A konyhán fontos szerepe van a halaknak, a kecskehúsnak és a currynek. Halhúsból különféle süteményeket is készítenek. Grenadán különleges édességek is akadnak a gasztronómiában, úgy mint a guávasajt, a szőlőfagylalt, a ribizlitekercs, a tamarindusz golyó vagy a grenadai fűszertorta.

## Turizmus

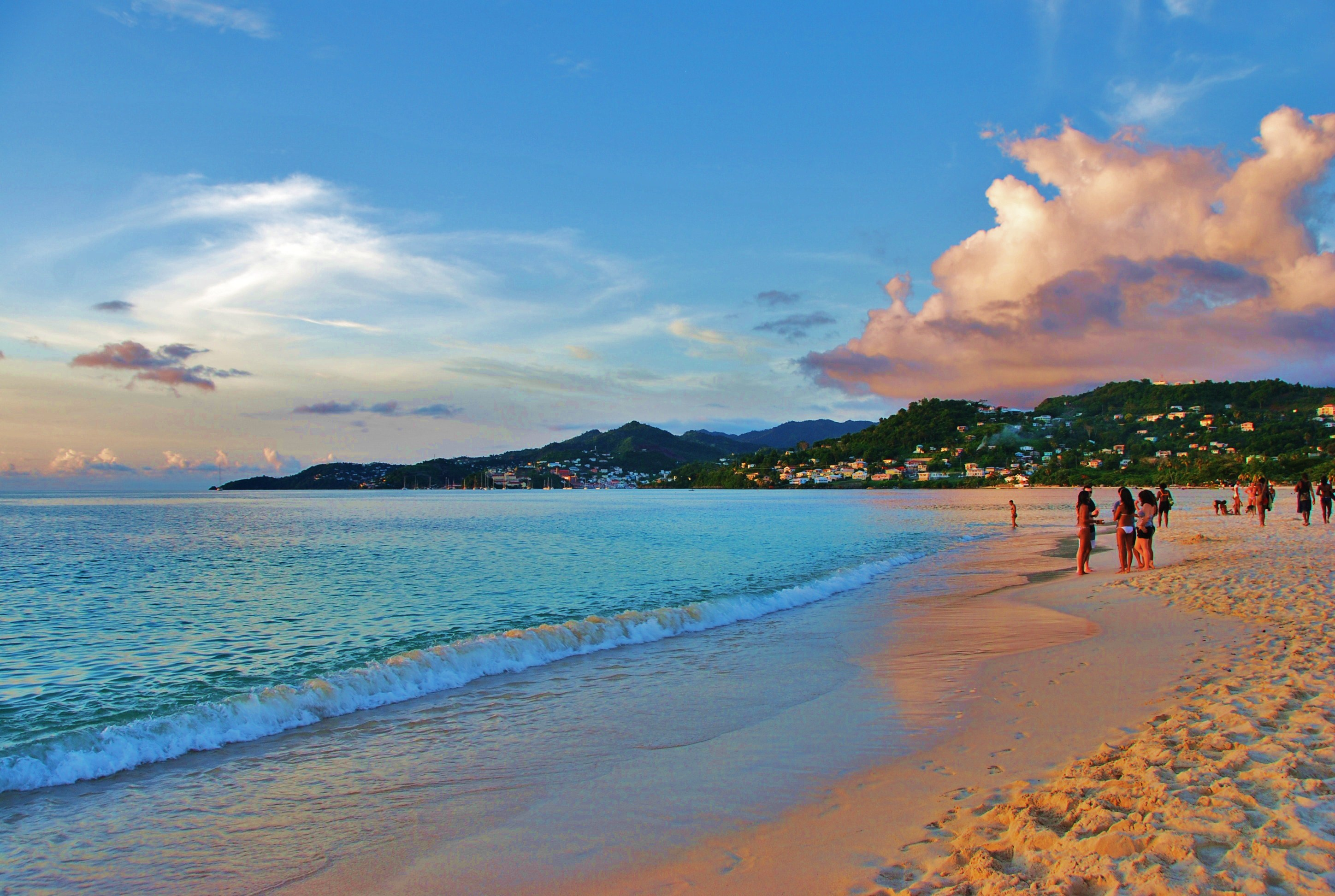
Grand Anse Beach a főváros mellett

A legnagyobb bevételt az idegenforgalom hozza. Kötelező a sárgaláz elleni oltás, ha valaki fertőzött országból érkezik/országon át utazik.

## Sport
- Bővebben: Grenada az olimpiai játékokon
- Bővebben: Grenadai labdarúgó-válogatott

## Ünnepek
- Február 7. - a függetlenség napja.